# Campo de Son Canals
Son Canals era un campo de fútbol de Palma de Mallorca, (Islas Baleares, España), ubicado en el barrio que le dio su nombre. Era el terreno de juego en el que es disputaron los partidos oficiales del Baleares Futbol Club desde 1923 hasta 1942, y del Club Deportivo Atlético Baleares desde 1942 hasta 1960, cuando fue sustituido por el Estadio Balear. 

## Historia
Desde los orígenes del Baleares FC, fruto de la fusión del Mecánico FC y del Mallorca FC en 1920, el equipo jugaba sus partidos en un solar denominado sa Síquia Reial (la Acequia Real), lugar situado entre las Avenidas (Avenida Comte de Sallent) y la calle Blanquerna de la ciudad. En este mismo campo jugaba el Mallorca FC antes de la fusión de ambos clubes.
Pocos años después de la fusión y como consecuencia del crecimiento del club, se construyó el nuevo campo en la barriada de Son Canals. Estaba ubicado en una zona en aquel entonces parcialmente urbanizada, que comprendía aproximadamente las actuales calles Safareig, Cardenal Despuig, Avenida Reis Catòlics e Isidoro Antillón. Tenía unas dimensiones de 100 x 60 metros y una capacidad de 4.000 espectadores, 1.000 sentados y 3.000 de pie. Si bien ya estaba en funcionamiento desde principios de 1923, no fue inaugurado hasta el 24 de julio de 1924 con un partido inaugural contra el Iluro Sport Club de Mataró, que se impuso por 1-3. Al día siguiente se jugó otro encuentro contra el Gràcia Sport Club de Barcelona, que también ganaron los visitantes por 1-2.
A finales de los años 50 los éxitos deportivos del club provocaron que el campo se quedase pequeño. Además había constantes problemas con los propietarios de los terrenos del campo que hacían peligrar su continuidad. En conjunto, todo ello hizo que se impusiera la idea de construir un nuevo campo en propiedad. Con la inauguración del nuevo Estadio Balear el 8 de mayo de 1960, el campo de Son Canals quedó abandonado y progresivamente en ruinas, siendo derribado años después como consecuencia del crecimiento urbanístico de la ciudad.
El 4 de abril de 2014 se inauguró un monolito que recuerda su existencia donde se ubicaba aproximadamente el terreno de juego.